# Icosoma
Un icosoma és un fragment de membrana cel·lular coberts per immunocomplexos que es generen quan a un animal immunocompetent se li injecta un antigen que es localitza a les seves cèl·lules dendrítiques fol·liculars (FDC) dels fol·licles limfoides. Els icosomes sorgeixen de prolongacions de les FDC en forma de esferoidal i posteriorment poden ser captats pel centre germinal dels limfòcits B. A més també poden servir de reservori d'antigen per a mantenir vius els centròcits d'aquestes cèl·lules i estimular-ne la seva memòria immunitària.

Cada anticòs s'uneix a un antigen en concret, de manera similar a com cada clau obre un pany en concret. Aquests complexos anticòs-antigen són immunocomplexos.

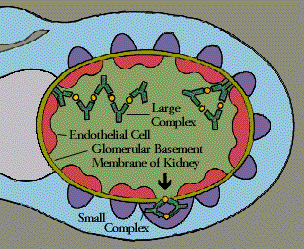
Immunocomplex deficient

La paraula icosoma és la traducció del mot anglès iccosome acrònim de Immune Complex Coated Some, és a dir cos recobert d'immunocomplexos (elements del sistema immunitari que participen en la resposta immunitària exagerada de les reaccions al·lèrgiques de tipus III).

## Descobriment
Nossal va descriure les FDC com cèl·lules capaces d'emmagatzemar i mantenir antigens intactes a la seva membrana durant llargs períodes; l'any 1989 A. K. Skazal, M. H. Kosko, i J. Tew, del Departament d'Anatomia del Medical College of Virginia, publiquen un article original de les seves experiències i conclusions respecte a la funció dels icosomes en les cèl·lules dendrítiques fol·liculars (FDC).
L'any 1989 observà la mediació del mecanisme de traspàs de l'antigen a la cèl·lula processadora de l'antigen pels icosomes dependents de FCD.

### Experiment
Els estudis de les FDC aïllades amb microscopis electrònics de rastreig (scanning), van mostrar que les dendrites de determinades FDC presentaven una estructura de “boletes” (collar de perles) basada en sèries de cossos recoberts d'immunocomplexos (icosomes, d'uns 0,25 – 0,38 micres de diàmetre) que in vitro se separaven fàcilment els uns dels altres. Partint d'aquestes observacions, s'ideà un experiment l'objectiu principal del qual era el d'establir si els icosomes es podien detectar en seccions i si servien per disseminar antígens in vivo.
Començant des del dia 1 (instant de temps en què s'aïllen les FDC en estructura de boletes) els nòduls limfàtics dels ratolins C3H immunes van ser estudiats mitjançant microscòpia electrònica de transmissió i lumínica durant dues setmanes (els dies 1, 3, 5, 8 i 14) després d'una injecció d'antígens detectables histoquímicament (horseradish peroxidase, HRP) a les potes del darrere.
El 1r dia de l'experiment es van detectar per microscòpia electrònica de transmissió els icosomes envoltats per una coberta de peroxidasa PO-positiva de complexos HRP-anti-HRP adjacents al cos cel·lular de certes FDC, que contenien material PO-positiu a la seva membrana plasmàtica. Mitjançant microscòpia òptica, el 3r dia observaren centres germinals engrandits i els reticles retenidors d'antígens compostos per FDC associades a antígens) difosos. Això va coincidir amb la visualització d'un estat dispers d'icosomes al llarg dels limfòcits fol·liculars pel microscopi de transmissió d'electrons. En aquell moment, es podien apreciar els icosomes lligats a la superfície dels limfòcits per mitjà d'immunocomplexos PO-positius i internalitzats per processos amb microvillis d'aquestes cèl·lules. Tant els limfòcits del centre germinal com els macròfags tangibles van donar respostes endocítiques al contacte amb icosomes. Els macròfags contenidors d'antígens eren més evidents pel microscopi lumínic el 5é dia, quan el microscopi electrònic de transmissió mostrava que la major part dels limfòcits del centre germinal contenien HRP endocitats en els grànuls secundaris semblants als lisosomes (secondary lysosome-like granules), associats a l'aparell de Golgi. Aquell dia també el nombre d'icosomes dispersos s'havia reduït notablement.
Amb aquest experiment es va poder demostrar que, després de ser alliberats de la superfície de les FDC on es generen inicialment, els icosomes són endocitats per les cèl·lules B del centre germinal dels fol·licles limfoides. Cinc dies després de la injecció d'antígens, queden escassos icosomes dispersos i els HRP apareixen associats a l'aparell de Golgi de les cèl·lules B que els han captat.
En els controls injectats amb HSA (un antigen PO-negatiu) els limfòcits i els macròfags eren PO-negatius, cosa que donava força a la hipòtesi que la coberta dels icosomes provenia directament dels antígens injectats. La presència d'antigen en els dos tipus de cèl·lules va ser confirmada mitjançant l'ús d'un antigen conjugat amb or. Un marcatge simultani de la peroxidasa amb anti-Ia mostrava que els conjugats amb or continguts en les cèl·lules B eren Ia-positius. Les cèl·lules B d'antigens-positius i els cossos macròfags s'havien reduït enormement en nombre el dia 14, cosa que suggeria la fragmentació intracel·lular de l'antigen i confirmava la hipòtesi que els icosomes servien per disseminar els antígens in vivo.

### Experiències posteriors
Derivats de les observacions de Skazal i els seus companys, al llarg dels anys noranta diversos estudis amb ratolins confirmaren que la incapacitat de formar i dispersar icosomes contribuïa a la incapacitat dels ratolins a induir respostes immunològiques normals per generació d'anticossos, i reforçaven la idea de la importància dels icosomes en aquest tipus de respostes.
L'any 1992, els japonesos K. Terashima, M. Dobashi, K. Maeda i Y. Imai (del Departament de Patologia de Yamagata University School of Medicine in Japan) van descriure el procés de desenvolupament morfològic dels icosomes des de les seves fases primerenques en forma de prolongacions citoplasmàtiques en les FDC fins a la generació de cossos lliures recoberts d'immunocomplexos i la seva destinació final.
K. van Nierop i C. de Groot. descrigueren el 2002 que les FDC eren capaces de mantenir els antígens intactes a la seva superfície cel·lular durant llargs períodes (mesos i fins i tot anys) sense internalitzar-los ni processar-los.
El 2004 Park i col·laboradors del Laboratory of Cellular Immunology, depenent de l’Ochsner Clinic Foundationa Nova Orleans observaren que les FDC produïen IL-15 in vivo, que associades a la membrana plasmàtica, feien augmentar la proliferació de limfòcits B del centre germinal. Així s'obrien noves perspectives a la modulació immunològica i al tractament de tumors de cèl·lules B originats al centre germinal.

## Paper en el sistema immunitari

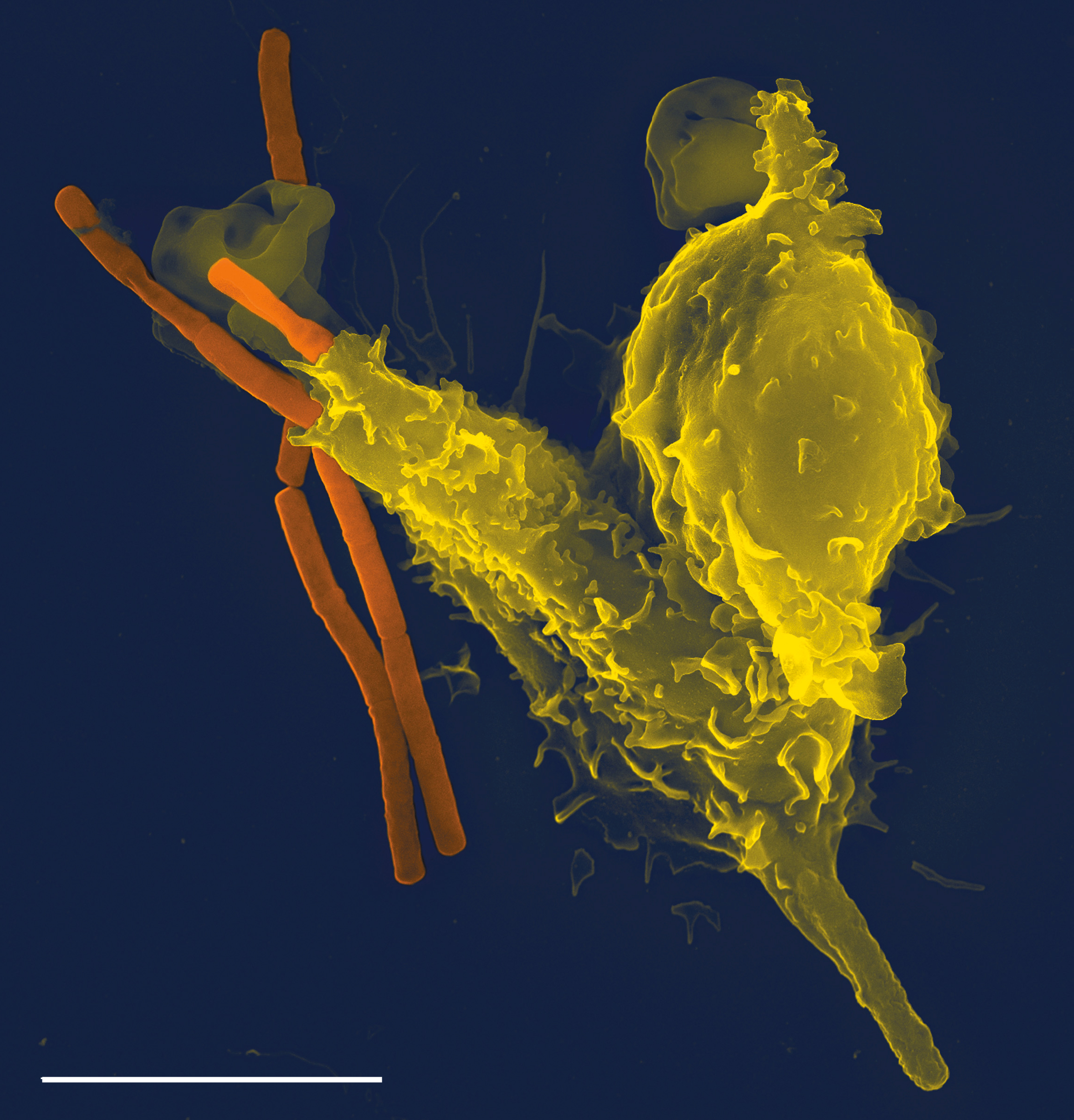
Imatge acolorida de microscopi electrònic de rastreig d'un neutròfil individual (en groc), fagocitant bacils d'àntrax, Bacillus anthracis, (en taronja). La línia blanca equival a 5 micròmetres.

El mecanisme immunitari en el qual intervenen els icosomes es podria resumir en set passos de la manera següent:
1. S'injecten antígens en un mamífer immune.
2. Els antígens es localitzen a les FDC del CMH de classe II dels fol·licles limfoides.
3. En les FDC els antígens poden quedar retinguts intactes en forma d'immuno-complexos gràcies als receptors del complement CR1 i CR2 i als receptors de la regió Fc durant molt de temps.
4. En les FDC es produeixen engruiximents per l'acumulació d'immunocomplexos.
5. Els immunocomplexos s'alliberen en forma d'icosomes cap als centres germinals.
6. Els icosomes poden ser endocitats per les cèl·lules B.
7. Les cèl·lules B processen i presenten els antígens a les cèl·lules T, estimulant la resposta immunitària secundària.

A més els icosomes representen una font d'antígens per a les cèl·lules B i, per tant, les prevenen de la mort per apoptosi.

### Les cèl·lules dendrítiques fol·liculars
El terme FDC va ser introduït per a diferenciar aquest tipus cel·lular de les cèl·lules dendrítiques interdigitades (IDC), que presenten una morfologia semblant però es troben en les zones T dels teixits limfoides.
Les FDC es troben als fol·licles dels òrgans limfoides, dins del microambient generat en els centres germinals. Constitueixen la part no limfoide principal de la zona dels fol·licles en els teixits limfoides perifèrics i representen aproximadament l'1% de la població total de cèl·lules presents al centre germinal. A primera vista, les FDC recorden morfològicament a les neurones, per les seves grans extensions citoplasmàtiques (dendrites) que formen una densa xarxa als centres germinals i es troben en contacte íntim amb les cèl·lules B, cosa que dificulta el seu aïllament.
Durant molt de temps s'han considerat a les FDC com a cèl·lules auxiliars, capaces de retenir antígens durant llargs períodes i emmagatzemar-los de manera relativament inerta. En els últims anys (2004) s'ha descobert que aquestes cèl·lules són capaces de rescatar de l'apoptosi a les cèl·lules B presents als centres germinals dels fol·licles limfoides, propiciant la formació i expansió de clons de cèl·lules B de memòria i cèl·lules productores d'anticossos.
A les FDC se les podria considerar cèl·lules amb capacitat de presentar antígens. La seva peculiaritat rau en el fet que aquests antígens són presentats de forma intacta en la seva superfície cel·lular (amb absència d'internalització, processament antigènic i presentació en el context de les MHC II o molècules del complex principal d'histocompatibilitat de classe II). Les FDC en els centres germinals uneixen els immunnocomplexos a la seva superfície a través de receptors d'Ig i Cb3. L'habilitat d'atrapar i retenir immunocomplexos en la superfície cel·lular durant mesos o fins i tot anys està relacionada amb l'expressió de receptors del complement (CR) com CD 35 (CR1) i CD21 (CR2) i de receptors de Fc com CD23 i CD32 en aquestes cèl·lules. Això sembla essencial per a la supervivència de les cèl·lules B del centre germinal, així com per a la formació del centre germinal i de cèl·lules B de memòria.

Presentació d'antigen:
1 Proteïna invasora/antigen.
2 Cèl·lula presentadora d'antigen.
3 Complex d'antigen: MHC II (presentació d'antigen), activació del limfòcit Th.
4 Limfòcit Th (col·laborador)
5 Proteïna invasora unida a anticossos de membrana.
6 Limfòcit B.
7 Processament d'antigen (MHC de classe II).
8 Complex d'antigen: MHC II (presentació d'antigen).
9 Producció d'anticossos específics per l'antigen.
10 Activació de limfòcits B amb els Th activats.

Els immunocomplexos retinguts a la superfície de les FDC són un instrument per a promoure l'expansió clonal i la maduració de l'afinitat de les cèl·lules B dels centres germinals, realitzant una selecció positiva de manera indirecta, ja que aquelles cèl·lules B que puguin unir-se als complexos, reben el senyal positiu de supervivència i proliferen, donant lloc a les cèl·lules productores d'anticossos o a les cèl·lules de memòria. Així es desenvolupa la resposta secundària en els centres germinals. Les FDC faciliten les interaccions entre les cèl·lules B i els immunocomplexos mitjançant senyals coestimuladors i quimiotàctics.
La importància biològica de tot el procés es resumeix en què els immunocomplexos retinguts per les FDC (determinats per la força de deposició dels antígens a les FDC), desenvolupen un paper essencial en la biogènesi i maduració del centre germinal, l'augment de la proliferació de cèl·lules B, l'afinitat de resposta i la supervivència de les cèl·lules de memòria. Gràcies a diversos assajos de presentació d'antigen in vitro, s'ha pogut demostrar que els immunocomplexos presents en la superfície de les FDC semblen ser molt més eficients en l'estimulació de les cèl·lules B que els antígens lliures en forma soluble, ja que tenen una vida prolongada i constitueixen una font sostenible d'estimulació antigènica per a cèl·lules B.

### El paper dels icosomes
Com a conseqüència de l'acumulació d'immunocomplexos a la superfície cel·lular de les FDC, es produeixen uns engruiximents que donen lloc als icosomes (immune complex-coated bodies, iccosomes). Bàsicament, els icosomes són extensions citoplasmàtiques que consisteixen principalment en processos de les FDC associats als immunocomplexos (antigen-anticòs), formant unes estructures lamel·lars complexes, sovint descrites com “semblants a laberints” (lamellar labyrinth-like structures, LBS). La membrana de l'icosoma, que és una prolongació de la membrana de les FCD, conté receptors per a factors del complement o per a la regió Fc, cosa que li permet la captació dels immunocomplexos.
Durant el desenvolupament dels centres germinals, les FDC alliberen els antígens, però en forma d'icosomes. Alguns dels icosomes alliberats seran endocitats per les cèl·lules B dels centres germinals i processats. Tot seguit, els pèptids derivats del processament seran presentats en el context de MCH II a les cèl·lules T del centre germinal. D'aquesta manera les cèl·lules T s'activen i produeixen les citocines necessàries per a l'activació de les cèl·lules B, la proliferació i la diferenciació cap a cèl·lules productores d'anticossos (cèl·lules plasmàtiques), que seran específiques per a l'antigen icosomal que les va estimular.

## Desenvolupament i destinació dels icosomes
El desenvolupament i destinació dels icosomes va ser investigat a nivell ultraestructural per primera vegada als centres germinals dels nòduls limfoides després d'una immunització secundària amb horseradish peroxidase. Immediatament després d'una injecció de reforçament, grans quantitats d'immunocomplexos quedaren atrapats a la superfície de les extensions de les cèl·lules fol·liculars dendrítiques (FDC). Aquestes extensions citoplasmàtiques, que consisteixen bàsicament en processos de les FDC amb immunocomplexos associats, van formar els complexos lamel·lars “semblants a laberints” (LBS). A partir d'aquí, Terashima i els seus companys van definir els canvis morfològics dels LBS al llarg del temps l'any 1992.
Segons Terashima i cols. els LBS estacionaris inicials canvien seqüencialment esdevenint LBS transitoris distorsionats, filiformes i aglomerats. Durant el dia 1 a partir de la injecció, les extensions citoplasmàtiques recobertes d'immunocomplexos es transformen en LBS aglomerats, els quals són invaginats dins dels seus propis extrems citoplasmàtics, que s'inflen unes quantes micres de diàmetre (engruiximents esmentats anteriorment). Durant el dia 2, alguns flocs de LBS conglomerats queden alliberats i dispersats en forma d'icosomes a l'interstici.
Un cop lliures, alguns icosomes són endocitats per les cèl·lules B dels centres germinals i transportats fins a l'aparell de Golgi i l'espai perinuclear. Les cèl·lules del centre germinal portadores d'icosomes tenen un senyal positiu i, per tant, algunes produeixen anticossos específics a l'espai perinuclear, cosa que indica la seva pertinença al llinatge de les cèl·lules B.
Avui es pensa que les cèl·lules B fagocitadores d'icosomes són capaces de processar l'antigen i presentar-lo a les cèl·lules T, fet del qual es dedueix la seva importància en el desenvolupament de cèl·lules plasmàtiques productores d'anticossos i cèl·lules de memòria (generades a partir de les cèl·lules B del centre germinal).

## Una nova manera d'entendre la resposta secundària

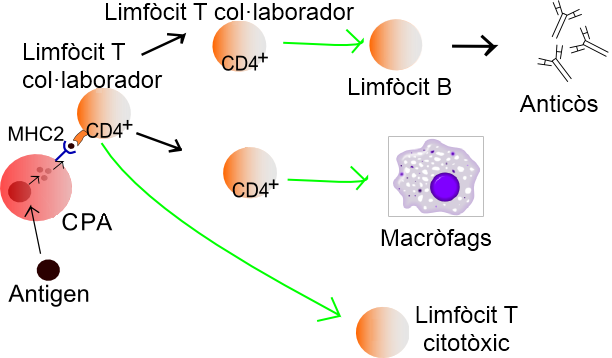
Funció dels limfòcits T helper o col·laboradors: les cèl·lules presentadores d'antigen (CPA) presenten antígens a les seves molècules d'MHC de classe II (MHC2). Els limfòcits T col·laboradors els reconeixen amb l'ajut de la seva expressió del coreceptor CD4. L'activació d'un limfòcit T col·laborador en repòs fa que alliberi citocines i altres senyals estimulants (fletxes verdes) que promouen l'activitat dels macròfags, limfòcits T citotòxics i limfòcits B; aquests últims produeixen anticossos. L'estimulació dels limfòcits B i dels macròfags segueix una proliferació dels limfòcits T col·laboradors.

### La incorporació endocítica d'antigens pels icosomes
Els receptors de complement FcγRII, FcεRII i CR1 (CD35) i CR2 (CD21) en la superfície de les cèl·lules dendrítiques fol·liculars (FDC) no fagocítiques del complex d'histocompatibilitat principal de classe II (CMH II) permeten a aquestes cèl·lules atrapar de manera molt eficient a l'antigen que està formant complexos i mantenir-lo en la seva forma nativa sobre la superfície durant períodes extensos. Després, les cèl·lules B de memòria poden ser estimulades pel reconeixement de l'antigen retingut i coestimulades a través del CD21 de la cèl·lula B, que reconeix els fragments del complement adherits a la superfície de FDC. Tot i així, encara es plantegen certs dubtes sobre fins a quin punt aquests complexos formen un dipòsit essencial d'antigen per a l'estimulació de cèl·lules B.
Una resposta secundària seria iniciada per l'antigen a nivell de les cèl·lules T helper (també anomenades T auxiliars o col·laboradores), aïllat o formant un complex, que és captat per les IDC (cèl·lules dendrítiques interdigitades) i els macròfags. Ara bé, la captura dels immunocomplexos sobre la superfície de les FDC obre una via alternativa.
Entre un i tres dies després de l'exposició secundària, les dendrites filamentoses de les cèl·lules fol·liculars, a les quals estan fixats els immunocomplexos, formen rosaris que es trenquen en icosomes. És aleshores quan aquests s'uneixen a les cèl·lules B dels centres germinatius, que després incorporen l'antigen per endocitosi i el processen per a la seva presentació per les molècules del CHM de classe II de la cèl·lula B i l'estimulació posterior de les cèl·lules T helper que desencadena la resposta secundària.

### Els icosomes i la formació de cèl·lules B de memòria

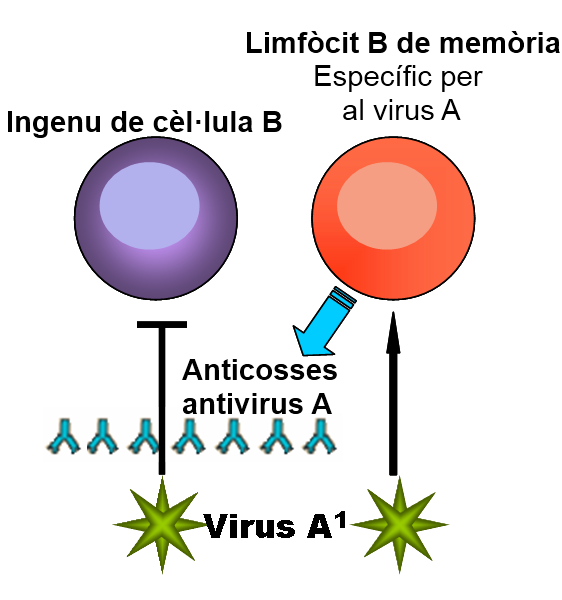
Les cèl·lules del sistema immunitari que fabriquen anticossos contra patògens invasors, com ara virus, formen cèl·lules de memòria que recorden el mateix patogen per tal de produir anticossos més ràpidament en infeccions futures.

Les FDC alliberen antígens cap als centres germinals en desenvolupament el forma de cossos recoberts d'immunocomplexos. Aquests icosomes són endocitats per cèl·lules B, que processen i presenten els antígens provinents de les FDC a les cèl·lules T.
Uns 3 dies després del repte dels antígens, diverses cèl·lules productores d'anticossos emergeixen dels centres germinals en desenvolupament produint IgG específiques per als antígens icosomals i s'instal·len a la medul·la òssia, on es produeixen molts més anticossos com a resposta secundària.
A més de proveir antígens, les FDC duen a terme activitats accessòries molt potents que promouen la proliferació de cèl·lules B. Aquestes observacions reforcen la hipòtesi que tant els antígens derivats de FDC com els senyals secundaris d'antígens independents derivats de FDC són essencials per a la generació de respostes secundàries d'anticossos òptimes.
Per tal de verificar aquesta hipòtesi, s'han desenvolupat diferents mètodes de separació dels icosomes portadors d'antígens de les FDC intactes, i després examinar l'habilitat d'induir respostes secundàries d'anticossos in vitro dels icosomes aïllats en presència i absència de FDC intactes.

### Comportament dels icosomes aïllats en presència i absència de FDC intactes
Arran de l'experiment publicat el 1996 per Wu i cols. del Medical College of Virginia es descrigué que en absència de FDC intactes, els icosomes transportadors dels antígens adequats només provoquen la formació de nivells mínims d'IgG específiques. L'any següent publicaren que els icosomes en absència de FDC intactes els manca l'activitat accessòria necessària per fer augmentar la proliferació de cèl·lules B (productores d'anticossos IgG).
En afegir una font de FDC sense els antígens rellevants però productores de l'activitat accessòria a la mescla d'icosomes, antígens i limfòcits; s'obté un enorme increment d'IgG específiques per a l'antigen icosomal que les ha estimulat (increments de l'ordre d'escassos nanograms per mil·lilitre a nivells de micrograms per mil·lilitre d'IgG específiques).
Així es pot afirmar que els antígens en les FDC o en els icosomes senyalitzen les cèl·lules B per mitjà dels seus receptors antigènics (els icosomes proveeixen a aquestes cèl·lules B dels antígens necessaris per a processar i estimular a les cèl·lules T col·laborador) i, mitjançant FDC amb antígens no específics, el senyal secundari necessari per a optimitzar la resposta de memòria passa a les cèl·lules B.

## Maduració de l'afinitat en el centre germinal

### Prevenció de l'apoptosi dels centròcits gràcies als icosomes
Al llarg del desenvolupament dels limfòcits, és comú que una fase d'activació i proliferació vagi seguida d'una fase de selecció. Precisament això és el que passa amb les cèl·lules B, que maduren en un centre germinal. La hipermutació somàtica, iniciada per les citocines de les cèl·lules T, té lloc als centroblasts en divisió dins del centre germinal i dona origen als centròcits que no es divideixen, amb una immunoglobulina de superfície mutada. Després de la hipermutació, la immunoglobulina de superfície expressada per cada centròcit pot tenir una afinitat pel seu antigen específic que és més alta, més baixa o igual que la de la immunoglobulina no mutada. En conseqüència, la població de centròcits d'un centre germinal expressa immunoglobulines amb una varietat d'afinitats per l'antigen específic.
Els centròcits estan preparats per morir per apoptosi dins d'un període curt si no és que la seva immunoglobulina de superfície s'uneixi a l'antigen i posteriorment entri en contacte amb un limfòcit T helper portador d'un lligand de CD40. Per tal d'unir-se a un limfòcit T helper d'aquestes característiques, primerament els centròcits han de captar i processar l'antigen i després presentar els pèptids antigènics a la seva superfície associats amb molècules del CMH de classe II. Ara els centròcits mutats competeixen entre si, primer per l'accés a les cèl·lules dendrítiques fol·liculars i després pels limfòcit T helper específics de l'antigen.
Les cèl·lules dendrítiques fol·liculars proporcionen una font d'antígens intacta. Aquestes cèl·lules capten l'antigen en forma de complexos amb anticossos o amb anticossos i complement (immunocomplexos). La primera font d'aquests complexos és la IgM produïda en una fase primerenca de la resposta immunològica primària. En una fase posterior d'aquesta resposta, els immunocomplexos contenen IgG. Les cèl·lules dendrítiques fol·liculars posseeixen receptors per al complement i per a la regió Fc de la IgG. Els immunocomplexos no són internalitzats i persisteixen durant períodes prolongats sobre la superfície de les cèl·lules dendrítiques fol·liculars, on poden ser captats per les cèl·lules B específiques de l'antigen. De la superfície de les cèl·lules dendrítiques fol·liculars també broten uns manolls de membrana recoberts dels immunocomplexos. Aquests manolls anomenats icosomes són captats i incorporats per les cèl·lules B específiques de l'antigen, que després és processat i presentat per elles.
Els centròcits recent formats es desplacen des de la zona fosca del centre germinal per a entrar en contacte amb les cèl·lules dendrítiques fol·liculars de la zona clara. Si un centròcit capta l'antigen suficient de les cèl·lules dendrítiques fol·liculars o dels icosomes, es desplaça a les regions exteriors de la zona clara, on estan concentrats els limfòcits T helper. La unió entre el complex pèptid (CMH de classe II) amb el complex receptor de la cèl·lula T, i del CD40 del centròcit amb el lligand de CD40 del limfòcit T, indueix al centròcit a expressar la proteïna Bcl-XL, que prevé la seva mort per apoptosi.
D'aquesta manera, els centròcits amb receptors d'antigen d'alta afinitat són seleccionats per a sobreviure i es diferencien en les cèl·lules plasmàtiques productores d'anticossos o en cèl·lules de memòria de llarga vida. En conseqüència, l'afinitat dels anticossos per a l'antigen específic augmenta durant el curs d'una resposta immunitària i davant les exposicions posteriors al mateix antigen. Aquest procés es coneix com a maduració de l'afinitat.

### Sosteniment dels centres germinals de les cèl·lules B
Els centres germinals de cèl·lules B són inherentment propensos a morir i, per tant, han de rebre senyals específics per a sobreviure. Es va descriure in vitro que els centres germinals de les cèl·lules B podien mantenir-se vius mitjançant creuaments dels seus receptors de cèl·lules B i lligant el seu CD40 a la superfície cel·lular. Aquests senyals són enviats in vivo per antígens i cèl·lules T respectivament. Per a la supervivència calen altres senyals que s'envien per contacte directe amb les cèl·lules T. La naturalesa d'aquests senyals encara no és clara, però recentment s'ha trobat un sistema de senyalització cel·lular que implica al BLyS, membre de la família del TNF BLyS (el senyal de la cèl·lula T) i el TACI (el seu receptor a les cèl·lules B), que recentment s'ha descrit que és essencial per al manteniment dels centres germinals.
La font d'antigen en el centre germinal constitueix una qüestió força controvertida. L'antigen pot quedar atrapat i emmagatzemat durant períodes llargs de temps en forma de complexos immunitaris a les cèl·lules dentrítiques fol·liculars i, per tant, s'assumia que era aquest antigen qui sostenia la proliferació de les cèl·lules B en els centres germinals. Això deu ser cert en algunes circumstàncies, però actualment hi ha indicis que per a sostenir una resposta normal del centre germinal no és necessari que l'antigen estigui sobre les cèl·lules dentrítiques fol·liculars. En realitat es desconeix el paper del dipòsit d'antigen sobre aquestes cèl·lules, tot i que podria ser el manteniment de les cèl·lules plasmàtiques de vida mitjana llarga.
En condicions normals, el més probable és que els agents patògens vius portats als teixits limfoides i que es multipliquen allà, continuïn proporcionant antígens fins que siguin eliminats per efecte de la resposta immunitària, després de la qual el centre germinal es descompon. Les immunitzacions amb proteïnes normalment s'administren de manera que l'antigen s'alliberi lentament, cosa que mimetitza la situació que es dona amb els agents patògens vius. En realitat, és difícil d'estimular la formació de centres patògens germinals immunitzant sense un agent patogen viu que es repliqui o mitjançant l'alliberació sostinguda d'antigen en un adjuvant.
Encara no es comprèn del tot la manera en què els diversos senyals que mantenen els centres germinals exerceixen els seus efectes. Com s'ha comentat anteriorment, els senyals combinats del receptor de cèl·lules B i CD40 semblen augmentar l'expressió de la proteïna Bcl-X, de la família de la Bcl-2, que promou la supervivència de les cèl·lules B; però de ben segur que encara queden molts altres senyals que promouen la diferenciació de les cèl·lules B per descobrir.